# Brian Doyle-Murray
Brian Alphonse Murray (Evanston, 31 de octubre de 1945), conocido profesionalmente como Brian Doyle-Murray, es un actor, guionista, actor de voz y comediante estadounidense. Es el hermano mayor del actor y comediante Bill Murray y ha actuado junto a él en varias películas, incluyendo Caddyshack, Scrooged, Ghostbusters II y Groundhog Day.

## Vida
Murray, uno de los mayores de nueve hijos, nació en Halloween con el nombre Brian Murray en Chicago (Illinois), hijo de Lucille Collins Doyle, oficinista de correo, y Edward J. Murray II, vendedor de madera.
Sus padres eran católicos, estadounidenses de ascendencia irlandesa. Es el hermano mayor de los actores Bill Murray, Joel Murray y John Murray. Doyle-Murray usa su nombre con guion (Doyle es el nombre de soltera de su abuela) porque hay otro actor con el mismo nombre. Una hermana, Nancy, es una hermana dominica (de la rama adriana) en Míchigan, que viaja por todo el país retratando a santa Catalina de Siena.

## Carrera
Murray trabajó como actor en la compañía de comedia The Second City a principios de los años setenta. Entre 1973 y 1975 trabajó regularmente en el programa humorístico radial The National Lampoon Radio Hour, un programa que se escuchaba por unas 600 estaciones. Entre sus compañeros de trabajo en Radio Hour estaban Richard Belzer, John Belushi, Gilda Radner, Harold Ramis y su hermano menor Bill.
Desde esa época ha aparecido en numerosas películas y programas de televisión, incluso trabajó como actor destacado en el programa televisivo Saturday Night Live de NBC desde 1979 hasta 1980 y desde 1981 hasta 1982. También fue escritor de la sexta temporada de Jean Doumanian entre 1980 y 1981, convirtiéndose en uno de los pocos miembros del reparto de trabajo para los tres productores de SNL (Lorne Michaels, Jean Doumanian, y Dick Ebersol).
Trabajó en la mayoría de las películas de su hermano estrella, Bill Murray. Sin embargo, también ha obtenido una serie de papeles en otras películas. Un papel memorable fue como el tenso jefe de Chevy Chase en National Lampoon's Christmas Vacation (1989), y coprotagonizó como dueño del negocio arcade en la película Wayne’s World (1992). También consiguió un papel pequeño pero importante como Jack Ruby, quien asesinó a Lee Harvey Oswald por creerlo asesino del presidente John F. Kennedy en la película JFK (1991). Se le vio también en la película de Disney Snow dogs (2002). Su papel más reciente fue en 17 otra vez (2009).
Es una frecuente estrella invitada de la televisión, un lugar destacado en la serie Yes, Dear haciendo del Sr. Savitsky. También hizo de Mel Sanger, el padre del niño burbuja, en el programa de televisión Seinfeld, e hizo del malhumorado entrenador de béisbol Joe Hackett en un episodio de 1992 de Wings. También fue coprotagonista de la serie de televisión Fox Búscate una vida desde 1991 hasta 1992. Tuvo un papel recurrente como el editor de deportes Stuart Franklin en la serie de televisión de Fox/UPN Entre hermanos desde 1997 hasta 1999. Actualmente tiene un papel recurrente como el Sr. Ehlert, propietario de la concesionaria de automóviles donde trabajan Frankie y Bob en la serie de ABC-TV The Middle.
Ganó un premio Drama Desk.
Murray es conocido por su característica voz grave.

## Imitaciones de celebridades en «Saturday Night Live»
- Albert Einstein
- Coronel Tom Parker
- Howard Baker
- Jerry Falwell
- Jody Powell
- Ken Anderson
- Leopoldo Galtieri, dictador argentino
- Rod Serling
- Sid Vicious

## Filmografía

### Como actor
| - 1972: Fuzz, como detective (aparece como Brian Doyle Murray). - 1975: Shame of the Jungle. - 1977: The Chevy Chase Show (programa de televisión), actor y guionista. - 1978: Barrio Sésamo, un episodio. - 1979-1980 y 1981-1982: Saturday Night Live (serie de televisión) - 1980: Caddyshack, como Lou Loomis; también escribió el guion. - 1981: Modern Problems, como Brian Stills - 1983: National Lampoon's Vacation - 1984: El filo de la navaja - 1984: Sixteen Candles - 1986: Club Paradise - 1988: Scrooged - 1989: Ghostbusters II - 1989: National Lampoon's Christmas Vacation - 1991: JFK - 1991-1992: Get a life (serie de televisión) - 1992: Wayne's World - 1992: Frosty Returns - 1993: Groundhog Day (El día de la marmota) - 1993: 2 Stupid Dogs - 1994: Cabin Boy - 1995: Jury Duty - 1996: Waiting for Guffman - 1997: Smart Guy - 1997-1999: Between Brothers (serie de TV) | - 1997: Mejor... imposible - 1997: La tostadora valiente al rescate - 1998: La tostadora valiente va a Marte - 1998: The Jungle Book: Mowgli's Story - 1999-actualidad: Bob Esponja (Nickelodeon), como la voz del Holandés Errante. - 1999: Stuart Little - 2000: Las aventuras de Jackie Chan - 2000: Bedazzled - 2001: Lloyd in Space, voz del abuelo Leo (1 episodio: «Campout on Zoltan III» - 2001: Getting Hal - 2001-2006: Yes, Dear - 2002: Snow Dogs - 2002: Teamo supremo - 2005: The Buzz on Maggie - 2005: Jade Empire - 2006: Pucca - 2006-2007: My gym partner's a monkey, de Cartoon Network, como el entrenador (coach) Gills; 7 episodios. - 2007: Daddy day camp - 2008: The marvelous misadventures of Flapjack - 2009-actualidad: El Chavo (serie animada), actor de voz - 2009: 17 again - 2009: The Goode Family - 2009-2010: The Middle - 2010: Kick Buttowski |

### Guionista
- 1977: The Chevy Chase Show (programa de televisión), guionista y actor.
- 1977-1982: Saturday Night Live (serie de televisión)
- 1980: Caddyshack, como guionista y actor